# La rivincita dell'incredibile Hulk
La rivincita dell'incredibile Hulk (The Incredible Hulk Returns) è un film per la televisione del 1988 scritto e diretto da Nicholas Corea.
Primo dei tre film televisivi destinati a chiudere la serie televisiva L'incredibile Hulk, con Bill Bixby e Lou Ferrigno, La rivincita dell'incredibile Hulk introduce sullo schermo un altro noto personaggio dei fumetti della Marvel, il mitico Thor (pure se con notevoli differenze rispetto al fumetto). In televisione negli anni '90, il film è stato presentato su Italia 1 con un diverso doppiaggio e un diverso titolo: Thor e Hulk - Gli invincibili.

## Trama
Los Angeles, California. Lo scienziato David Banner vive da due anni senza trasformarsi in Hulk. Con il falso nome di David Bannion, lavora come radiologo e tecnico informatico presso un celebre istituto scientifico gestito dai fratelli Josh e Zack Lambert, ed è felicemente fidanzato con la bella e giovane vedova Maggie Show, direttrice del reparto di biogenetica dello stesso centro di ricerca. Sono stati anni felici e sereni per lui, e oltre a non essersi mai trasformato ha trovato la chiave della propria guarigione: tenendosi lontano dalla pubblicità con scaltrezza, lavora febbrilmente come capo di un'équipe di scienziati con il proposito di realizzare un innovativo dispositivo chiamato Gamma Transponder, un esemplare di tecnologia pressoché unico capace di accumulare i raggi gamma direttamente dal sole, e anche di invertirne gli effetti.
Il famoso ricercatore, da anni creduto morto per mano della stessa creatura che vive dentro di lui, sta per sottoporsi al processo di liberazione radiologica quando, inaspettatamente, il giovane medico Donald Blake, sua vecchia conoscenza, lo interrompe. Dieci anni prima, infatti, Blake era un maldestro combinaguai poco affidabile, molto amante della cultura vichinga, che Banner aveva conosciuto e aiutato a sistemarsi, e di recente ha scoperto che l'amico non è affatto morto durante l'incidente al "Culver Institute", ragion per cui si è affrettato a cercarlo. Gli racconta che durante una spedizione archeologica tra le isolate e remote montagne della Norvegia si è addentrato da solo una tomba secolare mai violata per centinaia di anni, nella quale ha risvegliato lo spirito dormiente di Thor, un antico e potente principe-guerriero, servendosi inavvertitamente del suo Maglio. Parlando direttamente con lui, Donald ha scoperto che Thor è stato condannato da Odino a rimanere sulla Terra in uno stato di limbo finché non avrà accumulato una serie di azioni eroiche con cui distaccarsi dalla propria forte arroganza e per la sua passione per la guerra, e tornando degnamente ad Asgard, e nel Valhalla, il Regno degli Dei scandinavi.
Dopo averlo richiamato nel laboratorio, provando a Banner la verità delle proprie parole, il guerriero vichingo distrugge alcune apparecchiature, mentre lo scienziato, infuriato, si trasforma in Hulk. I due titani, dotati di incredibile forza, lottano rabbiosamente tra loro, distruggendo buona parte del laboratorio, ma alla fine il duello si interrompe e Hulk fugge, dopo che Thor gli propone di diventare amici.
Il giorno dopo, quando l'apparizione dei due giganti viene presentata dai giornali come una mossa pubblicitaria per promuovere il Gamma Transponder, Blake, deciso a riscattarsi, si spaccia per un medico e aiuta i tecnici a riparare il complesso marchingegno.
A differenza del passato, quando scappava a seguito delle apparizioni di Hulk, Banner è intenzionato a rimanere, per usare il preziosissimo macchinario che ha progettato e costruito lui stesso per conto dei fratelli Lambert. La sua intenzione di guarire è più forte che mai. Tuttavia, come al solito, deve stare attento al suo vecchio nemico, il reporter Jack McGee, giunto in città per investigare sull'avvistamento di Hulk mentre lottava con l'implacabile Thor.
La situazione inizia a complicarsi in un secondo momento, quando cioè un'organizzazione di delinquenti capeggiati da Jack LeBeau interviene e aggredisce Banner al laboratorio, insieme a una guardia, con l'intento di rubare e rivendere il Transponder. Ma l'apparizione di Hulk li mette tutti in fuga, impauriti.
Successivamente, la squadra di LeBeau rapisce la dottoressa Show, per costringere Zack Lambert, che tratta in segreto affari con LeBeau, a mantenere alcuni accordi presi in precedenza. Costoro contattano Banner per telefono, sapendo che è implicato nella faccenda del Transponder, e gli intimano di consegnare direttamente a loro il prototipo come prezzo per la restituzione della dottoressa. Lo scienziato, non volendo affatto consegnare loro una potente arma qual è la sua invenzione, ne distrugge il microcircuito principale, da cui l'intero sistema dipende. In seguito, alla notizia che hanno sparato mortalmente al giovane Zack, si intrufola precipitosamente nel loro rifugio insieme a Blake. David si tramuta in Hulk, mentre il suo amico invoca Thor. Insieme, i due titani sbaragliano l'intera organizzazione e liberano Maggie.
Ma ora, per Banner non c'è più motivo per restare: il Transponder non è più in funzione, e McGee è già sulle sue tracce, pronto a identificarlo una volta per sempre. Di conseguenza saluta a malincuore il giovane Blake e il suo amico guerriero, e quindi dice addio all'amata dottoressa Show. In un triste finale, camminando lungo la riva del mare con uno zainetto sulle spalle, dice addio a Los Angeles per sempre e se ne va facendo l'autostop.

## Produzione
Primo dei tre film televisivi destinati a chiudere la serie televisiva L'incredibile Hulk, con Bill Bixby e Lou Ferrigno, La rivincita dell'incredibile Hulk introduce sullo schermo un altro noto personaggio dei fumetti della Marvel, il mitico Thor, che viene interpretato da Eric Allan Kramer e affiancato da Steve Levitt nella parte di Donald Blake, la sua controparte umana. Nonostante le differenze con la versione cartacea del personaggio, era previsto che questa prima apparizione di Thor e Blake costituisse la premessa per una serie televisiva a loro dedicata, ma il progetto non ebbe seguito.

## Differenze con il fumetto
Come era già avvenuto per la serie televisiva, questo film differisce molto dai fumetti e si ispira solo parzialmente ai personaggi presenti nella pellicola. Nel film Thor non è un dio né il figlio di Odino ma un principe guerriero vichingo che fu condannato da Odino a vivere in uno stato catatonico di morto vivente finché non si riscatterà dalla sua vita di arroganza e della sua voglia di amare le guerre. Così come Hulk, anche l'aspetto di Thor è fondamentalmente diverso dai fumetti, poiché anziché indossare un elaborato e sgargiante costume giallo-blu con mantello rosso indossa un'armatura grigia con pantaloni marroni, più simile agli indumenti norvegesi. Il personaggio di Donald Blake, anziché essere la forma umana di Thor, è un normale individuo separato che si ritrova legato a Thor come suo custode giacché lo ha risvegliato dal suo riposo. Lo spirito di Thor è legato al martello-ascia e Blake lo invoca gridando «Odino!!!» mentre nel fumetto è Blake stesso a trasformarsi in Thor battendo il martello a terra senza pronunciare alcuna frase.